# Aeroportul Internațional Shirak
Aeroportul Internațional Shirak (IATA: LWN, ICAO: UDSG) este un aeroport din Provincia Shirak, Armenia ce deservește zona Gyumri. Aeroportul a fost tranzitat în 2022 de 48.000 de pasageri. A fost deschis în 1961.
Situat la o altitudine de 1.524 m, aeroportul dispune de 1 pistă.

## Infrastructură

### Piste
Aeroportul dispune de o singură pistă. Pista are orientarea 02/20.